# The Dead Rabbitts
The Dead Rabbitts (с англ. — «Мёртвые кролики») — американская пост-хардкор-группа, Сайд-проект вокалиста Escape the Fate Крейга Мэббитта. Дебютный EP группы под названием Edge Of Reality вышел 19 октября 2012 на PledgeMusic, 30 октября он стал доступен для скачивания на iTunes.
1 июля 2014 группа выпустила дебютный альбом Shapeshifter.

## История группы

### Формирование и Edge Of Reality(2011—2012)
В конце 2011 года Крэйг Мэббитт объявил о создании сайд-проекта и выходе нового альбома Escape The Fate. Мэббитт сказал, что первый сингл проекта выйдет в феврале 2012, альбом будет продюсировать Калеб Шомо, а в состав группы войдут Ти Джей Белл из Escape the Fate и Алекс Торрес из Alesana, Greeley Estates и Eyes Set To Kill. Он намекнул, что альбом будет напоминать музыку, которую он исполнял в группах The Word Alive и Blessthefall. Крэйг объявил 9 апреля датой выхода альбома. «Что может быть лучше, чем выпустить альбом в день своего рождения?» — заявил он. Но позже релиз был отложен. В январе он создал страницу группы на Facebook и объявил, что выложит новый трек, когда страница наберет 50000 «лайков». Когда страница получила 49500 «лайков», он опубликовал название и текст песни «Edge Of Reality», сама же песня была опубликована по достижении страницей 50000 «лайков». Позже Мэббитт обновил статус группы, в котором говорилось, что когда группа наберет 75000 «лайков», он опубликует следующую песню с нового альбома. Он также выложил часть текста новой песни и намекнул о работе над видео на песню «Edge Of Reality». 30 марта 2012 Крэйг Мэббитт обнародовал название проекта — The Dead Rabbits и название EP «Edge Of Reality». В день своего рождения, 9 апреля, он опубликовал еще одну песню «World of Disaster». В середине 2012 года The Dead Rabbits объявили, что объединились с некоммерческой организацией по поддержке людей борющихся с наркоманией, депрессией и суицидальными наклонностями To Write Love on Her Arms (TWLOHA) и PledgeMusic. Через PledgeMusic поклонники могли сделать предзаказ альбома и получить в качестве бонуса автографы, постеры, билеты на концерт и т. д. Люди, заранее заказавшие альбом через сайт, получили возможность скачать альбом раньше официального релиза. 5 % от суммы предзаказа было пожертвовано организации To Write Love on Her Arms (TWLOHA). Выполнившие предзаказ также получали обновления и эксклюзивные видео от группы. Дебютный EP группы «Edge Of Reality» вышел 19 октября 2012 на PledgeMusic, 30 октября он стал доступен для скачивания на iTunes.
В сентябре 2012 The Dead Rabbits отправились в тур «Pizza Party Tour» вместе с группами Get Scared, Rob the Cartel и As Thick As Thieves.

#### Участники группы
Текущие участники:

Крэйг Мэббитт — вокал (2011-наст. время)

Томас «Ти Джей» Белл — бас-гитара, бэк-вокал (2011-наст. время)

Алекс Торрес — гитара, бэк-вокал (2012-наст.время)

Роб Пирс — барабаны, перкуссия (2014-наст. время)

Бывшие участники:

Кевин «Трэшер» Графт — гитара, бэк-вокал (2011—2012)

Брайан О’Дауд — барабаны, перкуссия (2011—2012)

Тони Агилера — барабаны, перкуссия (2012—2013)

Агустус Кринс — ритм-гитара, бэк-вокал (2012—2014)

Крис Джулиан — барабаны, перкуссия (2013—2014)

## Дискография
Мини-альбомы
- Edge of Reality (2012)

Студийные альбомы
- Shapeshifter (2014)
- This Emptiness (2017)
- Rumination (2022)